# Marco Visconti
Marco Visconti (Milaan, februari 1353 - Milaan, 3 januari 1382)  was de oudste zoon van Bernabò Visconti en Beatrice della Scala. 

## Levensloop
Het bondgenootschap  van de hertogen van Beieren met de vorst van Milaan, Bernabò Visconti, werd in 1365 met een dubbele verloving  bezegeld. 
Marco werd verloofd met de 4-jarige Isabella, dochter van Frederik van Beieren-Landsut  en Marco's zuster Taddea met Isabella's oom Stefan. 
In 1364 werd Marco heer van Milaan aan de zijde van zijn vader. Hij stierf zonder kinderen twee weken vóór zijn echtgenote en drie jaar voor zijn vader. Dit betekende het einde van deze familietak. Alleen de natuurlijke zoon van Bernabo, Hector Visconti liet nog even van zich horen.